# Lubumbashi
Lubumbashi là thành phố ở đông nam của Cộng hòa Dân chủ Congo, thủ phủ của vùng Katanga, thành phố này nằm gần biên giới quốc gia này và Zambia. Dân số ước khoảng 1,2 triệu người. Đây là trung tâm vận tải, công nghiệp và thương mại của vùng. Lubumbashi nằm ở khu vực có nhiều tài nguyên khoáng sản và được kết nối với phía nam châu Phi, Đại Tây Dương và Ấn Độ Dương bằng đường ray. 
Ngành công nghiệp đồng là ngành chủ lực của Lubumbashi. Mỏ đồng được khai thác ở khu vực xung quanh và được tinh luyện và cán tấm và sợi ở các nhà máy ở thành phố này. Ngoài ra, thành phố này cũng là trung tâm luyện kim các kim loại kẽm, cobalt, cadmium từ các mỏ gần thành phố này. Lubumbashi cũng có ngành dệt, giày da.
Thành phố này đã được người Bỉ thực dân lập năm 1920 làm một trại khai khoáng. Ban đầu có tên là Elisabethville vinh danh nữ hoàng Bỉ Elisabeth, thành phố này đã thịnh vượng khi ngành khai khoáng phát triển ở đây. Thành phố này thuộc quyền kiểm soát của Bỉ cho đến năm 1960, khi quốc gia này giành được độc lập. Vùng Katanga đã tuyên bố thành một quốc gia độc lập với thủ đô là Elisabethville. Năm 1963, sau 3 năm nội chiến, chính phủ quốc gia đã giành quyền kiểm soát vùng này. Elisabethville đã được đổi tên thành Lubumbashi năm 1966. Thành phố này đã là một trung tâm của phe đối lập chính trị chống Mobutu Sese Seko. Đầu thập niên 1990, thành phố này đã bị các cuộc bạo loạn gây bất ổn.

## Khí hậu
Lubumbashi có khí hậu cận nhiệt đới ẩm (phân loại khí hậu Köppen Cfa) với mùa hè ấm và nhiều mưa trong khi mùa đông có ít mưa. Lượng mưa trung bình hàng năm của thành phố là 1.238 mm (48.75 in).
| Dữ liệu khí hậu của Lubumbashi    | Dữ liệu khí hậu của Lubumbashi | Dữ liệu khí hậu của Lubumbashi | Dữ liệu khí hậu của Lubumbashi | Dữ liệu khí hậu của Lubumbashi | Dữ liệu khí hậu của Lubumbashi | Dữ liệu khí hậu của Lubumbashi | Dữ liệu khí hậu của Lubumbashi | Dữ liệu khí hậu của Lubumbashi | Dữ liệu khí hậu của Lubumbashi | Dữ liệu khí hậu của Lubumbashi | Dữ liệu khí hậu của Lubumbashi | Dữ liệu khí hậu của Lubumbashi | Dữ liệu khí hậu của Lubumbashi |
| Tháng                             | 1                              | 2                              | 3                              | 4                              | 5                              | 6                              | 7                              | 8                              | 9                              | 10                             | 11                             | 12                             | Năm                            |
| --------------------------------- | ------------------------------ | ------------------------------ | ------------------------------ | ------------------------------ | ------------------------------ | ------------------------------ | ------------------------------ | ------------------------------ | ------------------------------ | ------------------------------ | ------------------------------ | ------------------------------ | ------------------------------ |
| Trung bình ngày tối đa °C (°F)    | 26 (79)                        | 26 (79)                        | 26 (79)                        | 27 (81)                        | 26 (79)                        | 25 (77)                        | 25 (77)                        | 27 (81)                        | 30 (86)                        | 31 (88)                        | 28 (82)                        | 26 (79)                        | 27 (81)                        |
| Trung bình ngày °C (°F)           | 21 (70)                        | 21 (70)                        | 21 (70)                        | 20.5 (68.9)                    | 18 (64)                        | 16.5 (61.7)                    | 16.5 (61.7)                    | 18 (64)                        | 21 (70)                        | 23 (73)                        | 22 (72)                        | 21 (70)                        | 20.0 (67.9)                    |
| Tối thiểu trung bình ngày °C (°F) | 16 (61)                        | 16 (61)                        | 16 (61)                        | 14 (57)                        | 10 (50)                        | 8 (46)                         | 8 (46)                         | 9 (48)                         | 12 (54)                        | 15 (59)                        | 16 (61)                        | 16 (61)                        | 13 (55)                        |
| Lượng mưa trung bình mm (inches)  | 253 (10.0)                     | 257 (10.1)                     | 202 (8.0)                      | 60 (2.4)                       | 4 (0.2)                        | 1 (0.0)                        | 0 (0)                          | 0 (0)                          | 4 (0.2)                        | 37 (1.5)                       | 163 (6.4)                      | 257 (10.1)                     | 1.238 (48.9)                   |
| Số ngày mưa trung bình            | 24                             | 23                             | 21                             | 9                              | 2                              | 0                              | 0                              | 0                              | 1                              | 5                              | 17                             | 24                             | 126                            |
| Nguồn: weather2travel.com         |                                |                                |                                |                                |                                |                                |                                |                                |                                |                                |                                |                                |                                |